# Ternstroemia aracae
Ternstroemia aracae är en tvåhjärtbladig växtart som beskrevs av B.M. Boom. Ternstroemia aracae ingår i släktet Ternstroemia och familjen Pentaphylacaceae. Inga underarter finns listade i Catalogue of Life.